# Victoria (Grenada)
Victoria – miasto w Grenadzie, w północno-zachodniej części wyspy Grenada; 2331 mieszkańców (2013). Miasto jest stolicą parafii Saint Mark.